# An End Has a Start
An End Has a Start è il secondo album in studio del gruppo musicale britannico Editors, pubblicato il 25 giugno 2007.

## Tracce
1. Smokers Outside the Hospital Doors – 4:59
2. An End Has a Start – 3:47
3. The Weight of the World – 4:20
4. Bones – 4:08
5. When Anger Shows – 5:47
6. The Racing Rats – 4:19
7. Push Your Head Towards the Air – 5:46
8. Escape the Nest – 4:45
9. Spiders – 4:02
10. Well Worn Hand – 2:56

Traccia bonus iTunes
1. A Thousand Pieces – 3:41

Tracce bonus nell'edizione giapponese
1. A Thousand Pieces – 3:41
2. Open Up – 3:40

CD/EP bonus nella riedizione statunitense
1. Smokers Outside the Hospital Doors (demo) – 3:18
2. Banging Heads – 3:42
3. A Thousand Pieces – 3:41
4. The Racing Rats (live) – 4:20
5. Open Up – 3:40

## Formazione
Gruppo
- Tom Smith – voce, chitarra
- Chris Urbanowicz – chitarra
- Russell Leetch – basso
- Edward Lay – batteria

## Classifiche

### Classifiche settimanali
| Classifica (2007) | Posizione massima |
| ----------------- | ----------------- |
| Australia         | 37                |
| Belgio (Fiandre)  | 5                 |
| Belgio (Vallonia) | 45                |
| Finlandia         | 24                |
| Francia           | 56                |
| Germania          | 24                |
| Irlanda           | 7                 |
| Italia            | 47                |
| Nuova Zelanda     | 37                |
| Paesi Bassi       | 2                 |
| Portogallo        | 21                |
| Regno Unito       | 1                 |
| Svizzera          | 31                |

### Classifiche di fine anno
| Classifica (2007) | Posizione |
| ----------------- | --------- |
| Belgio (Fiandre)  | 46        |
| Paesi Bassi       | 62        |
| Regno Unito       | 69        |
| Classifica (2008) | Posizione |
| Regno Unito       | 190       |